# Agrilus pulex
Agrilus pulex es una especie de insecto del género Agrilus, familia Buprestidae, orden Coleoptera.
Fue descrita científicamente por Curletti & Bellamy, 2005.